# Соловій Адам Ян
Соловій Адам Іван (нар.26 травня 1859, с. Поториця, Львівська область — 4 липня 1941, Львів) — професор кафедри акушерства та гінекології Львівського університету (1908-30) (тепер Львівський національний медичний університет імені Данила Галицького).

## Біографічні відомості
Народився в селі Поториці Сокальського району Львівської області.
Закінчив медичний факультет Краківського університету (1884). Спеціалізація з акушерства та гінекології у Відні (1884-87).

## Працював
Приватна практика з акушерства-гінекології в Братиславі (1887-97); асистент Львівської акушерської школи (1897-1901); доцент (1901-08), професор (1908-30), завідувач (1920) кафедри акушерства та гінекології Львівського університету, за сумісництвом директор Львівської акушерської школи, завідувач відділення акушерства та гінекології Львівського загального шпиталю (1910-30).
Загинув трагічно — в числі інших професорів Львова без суду страчений німецькими окупантами.
Доцент (1901), професор (1908). Президент Львівського лікарського товариства (1902-03).
Напрями наукових досліджень: клініка й лікування хронічних запальних процесів фіброміом та раку матки; дослідження патологічної анатомії плаценти; опрацювання й розширення показів до операції кесаревого розтину; запропонував модифікацію циркуля для вимірювання таза; опрацьовував українську медичну термінологію.
Автор близько 50 наукових праць, серед них 2 монографії, підручник акушерства.

## Основні праці
- Zur Behandlung chronischer Gebärmutterhalskatarrhe. Cntrlbl. Gynaecol. 1888, №14;
- 20 Laparothomien. Wien Klin Wchnschr  1895, № 7-11;
- Konservativer Kaiserschnitt mit Kastration bei Osteomalakie. Cntrlbl Gynaecol 1898, № 25; O postępach w leczeniu przetok moczowych. Now Lek 1900;
- Kilka uwag o raku macicy podczas ciąży i porodu oraz o jego leczeniu. Przegl Lek 1900;
- O leczeniu operacyjnem raka macicy. Przegl Lek 1901;
- O wartości sztuchnego przedwczesnego porodu przy zwężeniu miednicy. Tyg Lek 1906;
- Nauka położnictwa dla położnych (підручник). Lwów, 1911 (1-ше вид.), 1922 (2-ге вид.).